# Новогодний ветер (мультфильм)
«Новогодний ветер» — советский кукольный мультфильм 1975 года, который создали на студии «Союзмультфильм» режиссёры Михаил Каменецкий и Вячеслав Шилобреев.

## Сюжет
Замок братьев Морозцев возвышается среди сверкающего снега и льда. С наступлением полярной ночи Морозцы проснулись и начали выпекать на ледяных сковородках ажурные снежинки. Затем они выпустили на свободу четыре буйных ветра, чтобы те несли во все стороны стужу и снег. После этого братья сели в сани, в которые были запряжены белые летающие лошади, и разлетелись каждый по своим делам.
Только забыли они запереть дверь, и через неё в замок забрёл белый медвежонок и разбудил ещё спавшего младшего из братцев Морозцев. Стали они играть и петь песни, и велели ледяным сковородкам выпекать ёлочные игрушки. А затем выпустили на волю Новогодний ветер, который унёс ёлочные игрушки и высыпал их на ёлки у домов людей. С Новым годом!

## Создатели
- Автор сценария: Людмила Васильева-Гангнус
- Режиссёры: Михаил Каменецкий, Вячеслав Шилобреев
- Художник-постановщик: И. Клименко
- Операторы: Ян Топпер, Михаил Каменецкий
- Мультипликаторы: Владимир Шевченко, Наталья Дабижа, Лидия Маятникова, Вячеслав Шилобреев
- Композитор: А. Двоскин
- Звукооператор: Борис Фильчиков
- Редактор: Наталья Абрамова
- Монтажёр: Галина Филатова
- Роли озвучивали:

Агарь Власова — Медвежонок,
Галина Кордуб — младший Морозец,
Гарри Бардин — старшие Морозцы
- Куклы и декорации выполнили: Павел Гусев, Олег Масаинов, Галина Филиппова, Владимир Алисов, Н. Корнева, Наталья Тимофеева, Светлана Знаменская, Семён Этлис, Галина Студеникина
- Директор картины: Лидия Варенцова
- Создатели приведены по титрам мультфильма.

## Отзыв критика
Но есть два фильма, где изобретены совершенно новые сюжетные и «сказочно-мифологические» конструкции с участием такого Мороза. Первый — «Франтишек» В. Курчевского по сказке М. Мацуорека (1967).

Другой пример — фильм В. Шилобреева и М. Каменецкого «Новогодний ветер» (автор сценария — Л. Васильева-Гангнус). В нём вовсе не существует Деда Мороза как единого образа — по сюжету на Севере живут братья-морозцы, каждую зиму «выходящие на работу». Они пекут в ледяных сковородках снежинки и выпускают из сундуков зимние ветры. Младший Морозец остается один и, подружившись с белым медвежонком, в игре заставляет сковородки печь ёлочные игрушки и выпускает из последнего сундука новогодний ветер, который разносит их по всему свету. Такая совершенно неожиданная версия рождения новогоднего праздника не имеет аналогов в нашей анимации. Зрителю предлагается совершенно новая сказочная «модель», не имеющая ничего общего с традиционными представлениями о «Новогодье» и его главных героях — Деде Морозе, Снегурочке и т. д.
— Георгий Бородин «Образ Деда Мороза в российской анимации»